# Playa Mendía
La Playa de  Mendía, en el concejo de Ribadedeva, Asturias, España, es una playa que está considerada paisaje protegido,  desde el punto de vista medioambiental (por su vegetación y en parte por paisaje kárstico). Por este motivo está integrada en el Paisaje Protegido de la Costa Oriental de Asturias, al igual que  las estribaciones orientales de la sierra de Cuera, a escasa distancia y que confieren al paisaje de la playa un atractivo más.
En esta playa puede observarse la presencia de aves incluidas entre el Catálogo de Especies Amenazadas, y en invierno abundan aves típicas de montaña, que utilizan con frecuencia los acantilados llaniscos.
La costa del municipio de Ribadedeva se extiende a lo largo de  nueve kilómetros  que en su mayoría son  acantilados (como el Santiuste), y se despliegan entre la propia playa y la ría de Tina Mayor, en la desembocadura del río Deva.

## Descripción
La playa Mendía, que también se conoce como Regolguero, es playa de anchura variable, que presenta unos accesos difíciles, ya que solo se accede a ella en marea baja desde la playa de La Franca (siendo un recorrido no carente de inconvenientes), pudiéndose  describir como una playa rodeada de acantilados.
Se sitúa junto a las playas cercanas de : El Osos, y La Franca y El Vivero, con las que  forma un conjunto de playas de gran interés turístico, pese a que solo la de La Franca tiene unos accesos adecuados para su uso mayoritario. Además, al no contar con instalaciones para turistas, ni con un acceso fácil, se mantienen en un estado de conservación medioambiental extraordinario, que les aporta mayor valor.
Cerca de ella se encuentra también una pequeña cala de piedra y un pequeño arenal (que solo se puede contemplar con bajamar),  con un acceso muy difícil y empinado, conocida como El Regolgueru, a la que se puede llegar por el camino que lleva al mirador de El Picu, todo ello en la localidad de Pimiango, del concejo de Ribadedeva.